# Baureihe 445
De Baureihe 445, ook wel Meridian en ook wel Desiro Double Deck genoemd, was een elektrisch dubbeldeks treinstel bestemd voor de Deutsche Bahn (DB).

## Geschiedenis
Het dubbeldeks treinstel werd voor de Deutsche Bahn (DB) ontworpen voor de S-Bahn en het regionaal personenvervoer door een consortium bestaande uit Deutsche Waggonbau AG (DWA), Adtranz en Siemens. Er werd alleen door de deelstaat Saksen een financiële bijdrage aan de ontwikkeling van een prototype geleverd. Bij de ontwikkeling was ook Siemens betrokken die het gebruikte voor de ontwikkeling van de Zwitserse RABe 514.
Het treinstel had geen interieur en werd met een tractie-installatie van een locomotief uitgerust. Deze nam enige ruimte in. Ondanks veranderingen aan onder meer de draaistellen werd een toelating door de Eisenbahn Bundesamt (EBA) niet verstrekt. Het treinstel werd in 2003 opgeslagen en in 2006 gesloopt.

## Constructie en techniek
Het treinstel was opgebouwd uit een aluminium frame met een frontdeel van GVK. Deze treinstellen konden tot twee stuks gecombineerd rijden. Het treinstel was uitgerust met luchtvering.

## Treindiensten
De trein werd door de Deutsche Bahn niet in dienst genomen.